# Diocesi di Tagbilaran
La diocesi di Tagbilaran (in latino Dioecesis Tagbilarana) è una sede della Chiesa cattolica nelle Filippine suffraganea dell'arcidiocesi di Cebu. Nel 2023 contava 705.898 battezzati su 748.916 abitanti.

## Territorio
La diocesi comprende la parte meridionale della provincia filippina di Bohol.
Sede vescovile è la città di Tagbilaran, dove si trova la cattedrale di San Giuseppe Lavoratore.
Il territorio si estende su 1.734 km² ed è suddiviso in 60 parrocchie.

## Storia
La diocesi è stata eretta l'8 novembre 1941 con la bolla In sublimi Petri di papa Pio XII, ricavandone il territorio dall'arcidiocesi di Cebu.
Il 9 gennaio 1986 ha ceduto una porzione del suo territorio a vantaggio dell'erezione della diocesi di Talibon.

## Cronotassi dei vescovi
Si omettono i periodi di sede vacante non superiori ai 2 anni o non storicamente accertati.
- Julio Rosales y Ras † (22 giugno 1946 - 17 dicembre 1949 nominato arcivescovo di Cebu)
- Manuel Mascariñas y Morgia † (12 novembre 1951 - 3 luglio 1976 ritirato)
- Onesimo Cadiz Gordoncillo † (3 luglio 1976 - 18 giugno 1986 nominato arcivescovo di Capiz)
- Felix Sanchez Zafra † (20 ottobre 1986 - 21 aprile 1992 ritirato)
- Leopoldo Sumaylo Tumulak † (28 novembre 1992 - 15 gennaio 2005 nominato ordinario militare nelle Filippine)
- Leonardo Yuzon Medroso (17 ottobre 2006 - 13 ottobre 2016 ritirato)
- Alberto Sy Uy (13 ottobre 2016 - 16 luglio 2025 nominato arcivescovo di Cebu)

## Statistiche
La diocesi nel 2023 su una popolazione di 748.916 persone contava 705.898 battezzati, corrispondenti al 94,3% del totale.
| anno | popolazione | popolazione | popolazione | presbiteri | presbiteri | presbiteri | presbiteri                | diaconi | religiosi | religiosi | parrocchie |
| anno | battezzati  | totale      | %           | numero     | secolari   | regolari   | battezzati per presbitero | diaconi | uomini    | donne     | parrocchie |
| ---- | ----------- | ----------- | ----------- | ---------- | ---------- | ---------- | ------------------------- | ------- | --------- | --------- | ---------- |
| 1950 | 489.701     | 507.451     | 96,5        | 58         | 51         | 7          | 8.443                     |         | 7         | 26        | 38         |
| 1970 | 570.342     | 592.194     | 96,3        | 92         | 88         | 4          | 6.199                     |         | 5         | 34        | 54         |
| 1980 | 770.000     | 778.000     | 99,0        | 91         | 87         | 4          | 8.461                     |         | 4         | 30        | 53         |
| 1990 | 396.000     | 412.000     | 96,1        | 72         | 68         | 4          | 5.500                     |         | 4         | 35        | 35         |
| 1999 | 462.600     | 483.300     | 95,7        | 102        | 97         | 5          | 4.535                     |         | 6         | 115       | 38         |
| 2000 | 462.600     | 483.300     | 95,7        | 131        | 118        | 13         | 3.531                     |         | 14        | 115       | 40         |
| 2001 | 501.185     | 523.955     | 95,7        | 134        | 106        | 28         | 3.740                     |         | 29        | 120       | 42         |
| 2002 | 473.633     | 579.049     | 81,8        | 115        | 106        | 9          | 4.118                     |         | 10        | 96        | 42         |
| 2003 | 531.909     | 601.950     | 88,4        | 147        | 138        | 9          | 3.618                     |         | 18        | 69        | 44         |
| 2004 | 542.920     | 612.461     | 88,6        | 150        | 141        | 9          | 3.619                     |         | 10        | 75        | 52         |
| 2010 | 610.000     | 686.000     | 88,9        | 161        | 152        | 9          | 3.788                     |         | 13        | 136       | 58         |
| 2014 | 722.519     | 821.619     | 87,9        | 130        | 115        | 15         | 5.557                     |         | 21        | 116       | 58         |
| 2017 | 773.401     | 1.003.902   | 77,0        | 136        | 121        | 15         | 5.686                     |         | 15        | 167       | 58         |
| 2020 | 810.110     | 1.051.560   | 77,0        | 139        | 116        | 23         | 5.828                     |         | 24        | 148       | 58         |
| 2022 | 831.000     | 1.079.000   | 77,0        | 185        | 118        | 67         | 4.491                     |         | 70        | 158       | 58         |
| 2023 | 705.898     | 748.916     | 94,3        | 194        | 126        | 68         | 3.638                     |         | 71        | 163       | 60         |